# Фискальные марки Бечуаналенда

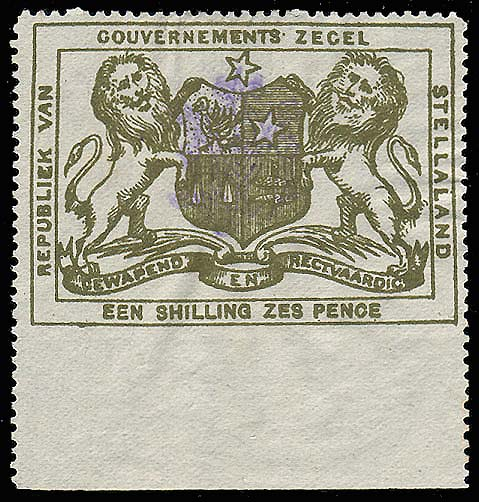
Фискальная марка Стеллаланда 1886 г.

Бечуаналенд впервые выпустил фискальные марки под названием Стеллаланд в 1884 году. Бечуаналенд был разделён на Британский Бечуаналенд и Протекторат Бечуаналенд. Британский Бечуаналенд был присоединён к Капской колонии, а протекторат Бечуаналенд управлялся из Мафикенга, пока административный центр не был перенесён в Габороне. Протекторат Бечуаналенд, ныне известный как Ботсвана, продолжал выпускать фискальные марки до 1976 года.

## Стеллаланд
Первые фискальные марки Стеллаланда были выпущены в 1884 году с изображением герба республики. Два года спустя некоторые из них были выпущены с оттиском резиновым штампом монограммы «JPM» в связи с кражей определённого количества оригинальных марок.

## Британский Бечуаналенд

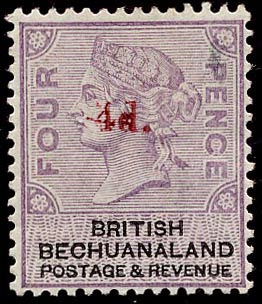
Почтовая и фискальная марка Британского Бечуаналенда 1888 г., предназначавшаяся в основном для фискальных целей

Первыми фискальными марками Британского Бечуаналенда стали марки Стеллаланда, на которых в 1886 году название страны было стёрто и от руки была выполнена надпись «British Bechuanaland» («Британский Бечуаналенд»). Год спустя на фискальных марках Стеллаланда был сделан небольшой синий оттиск резинового штампа с названием новой колонии. Оба этих выпуска встречаются крайне редко и их трудно найти.
Позднее, в 1887 году, были выпущены фискальные марки Капской колонии с надпечаткой для Британского Бечуаналенда.
Позднее, в 1887 году, их заменили почтовые и фискальные марки двойного назначения, но они по-прежнему в основном предназначались не для почтового, а для фискального обращения.

## Протекторат Бечуаналенд
Первые фискальные марки Протектората Бечуаналенда вышли в 1887 году и представляли собой почтовые и фискальные марки Британского Бечуаналенда с надпечаткой «Protectorate» («Протекторат»). Как и оригинальные выпуски, эти марки годились как для оплаты почтового сбора, так и для фискальных целей, но в основном использовались в фискальных целях.
С 1903 по 1913 год делались надпечатки на фискальных марках Капской колонии и Трансвааля, а с 1914 по 1942 год аналогичные надпечатки делались на фискальных марках Южной Африки.
В 1918 году на марках Британского Бечуаналенда номиналом 1 шиллинг была сделана надпечатка нового тарифа «£5» («5 ф.ст.») для использования в качестве фискальных марок, однако существует одна марка, побывавшая в почтовом обращении.
В 1932 году были выпущены марки с красочными рисунками с портретом Георга V, аналогичными почтовым маркам того периода, но с другой надписью. Аналогичные выпуски, но с портретами Георга VI и Елизаветы II, вышли соответственно в 1938 году и в 1955 году.
В 1961 году были выпущены марки 1955 года с надпечатками нового номинала в южноафриканских рэндах. В 1965 году вышла серия из шести марок номиналом от 25 центов до 4 рэндов для уплаты налога на местное самоуправление (Local Government Tax).

## Ботсвана
В 1968 году была выпущена фискальная марка номиналом 10 рэндов с изображением герба страны. В 1976 году была выпущена аналогичная марка, но с номиналом в пулах.
В 1967 году вышла серия из шести марок «Local Government Tax», аналогичных маркам Бечуаналенда. Они были выпущены с надпечаткой в пулах в 1976 году, а позднее в том же году была эмитирована серия фискальных марок новых номиналов.

## Концессия Тати
В 1896 году были выпущены фискальные марки для использования на концессионной территории Тати (Tati Concessions Land). Вышли шесть марок с изображением африканского слона номиналом 1 шиллинг, 2 шиллинга 6 пенсов, 5 шиллингов, 10 шиллингов, 1 фунт стерлингов и 5 фунтов стерлингов. Все они редкие и сейчас продаются по высоким ценам.